# 袁士美
袁士美，字實甫，北直隸保定府雄縣人，明朝政治人物、賜特用進士出身，袁宗儒曾孫。
好古力學，崇禎九年中舉人，崇禎十三年中殿試乙榜，十五年賜進士，歷官興縣知縣，因明末流寇大亂，知勢不可為而辭官。明亡仕清，順治元年任清源知縣、四年陞南安知府，六年金聲桓、王得仁反正，響應南明，士美不降，被囚於南昌，清軍譚泰收復南昌後，才被救出，因嘉其忠義委署廣信知府，尋辭官歸里。其誨人不倦，孝廉李鼎石、馬起潛皆受業其門。